# Albanese (famiglia)

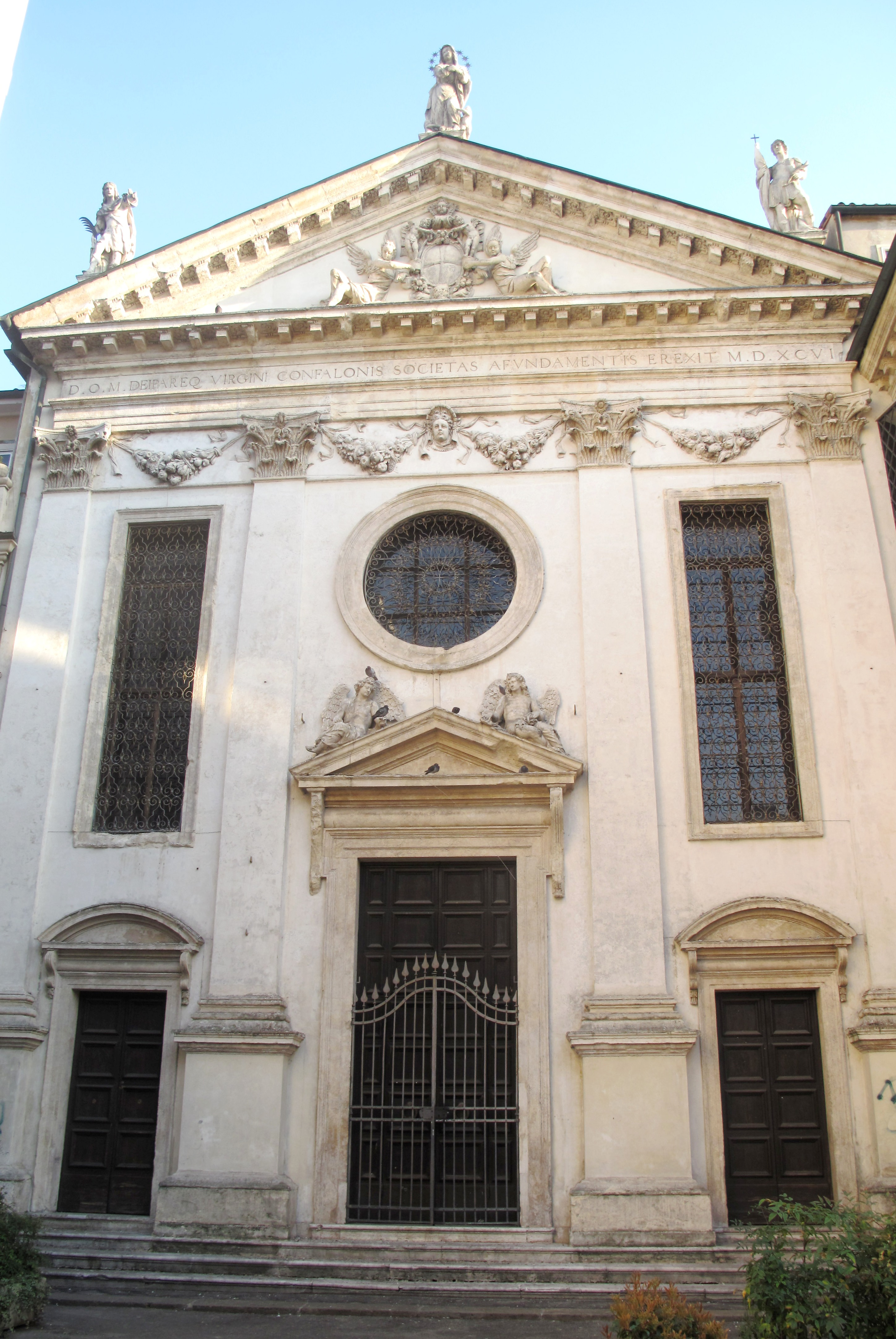
Facciata dell'Oratorio del Gonfalone a Vicenza, opera attribuita a Giambattista Albanese

Gli Albanese (o Albanesi) furono una famiglia di scultori e architetti vicentini, che - nella loro bottega di tajapria, o lapicidi, in cui si lavorava la pietra di Vicenza - produssero opere per chiese, oratori, palazzi e ville, prevalentemente per la città di Vicenza, tra gli ultimi decenni del XVI e la prima metà del XVIII secolo.
Contemporanei, o di poco successivi, ad Andrea Palladio e Vincenzo Scamozzi, le loro opere furono molto richieste in città e contribuirono a diffondere lo stile classico rinascimentale proposto da questi due grandi architetti.

## Esponenti
Del capostipite, Francesco (in seguito definito "il Vecchio"), si hanno notizie tra il 1567 e il 1611. Si dedicò prevalentemente all'esecuzione di altari, spesso commissionati da famiglie nobili della città e accompagnati da monumenti funebri, nei quali si rileva la sua aderenza agli schemi architettonico-scultorei, comuni nelle chiese vicentine della seconda metà del secolo XVI.
Figlio di Francesco, Giambattista (Vicenza, 1573 - 1630) fu la figura più significativa della famiglia. In un primo tempo discepolo del Palladio, si staccò poi dal maestro per ricercare una maniera più sciolta di espressione, che lo colloca fra i primi scultori barocchi. Morì di peste a Vicenza nel 1630.

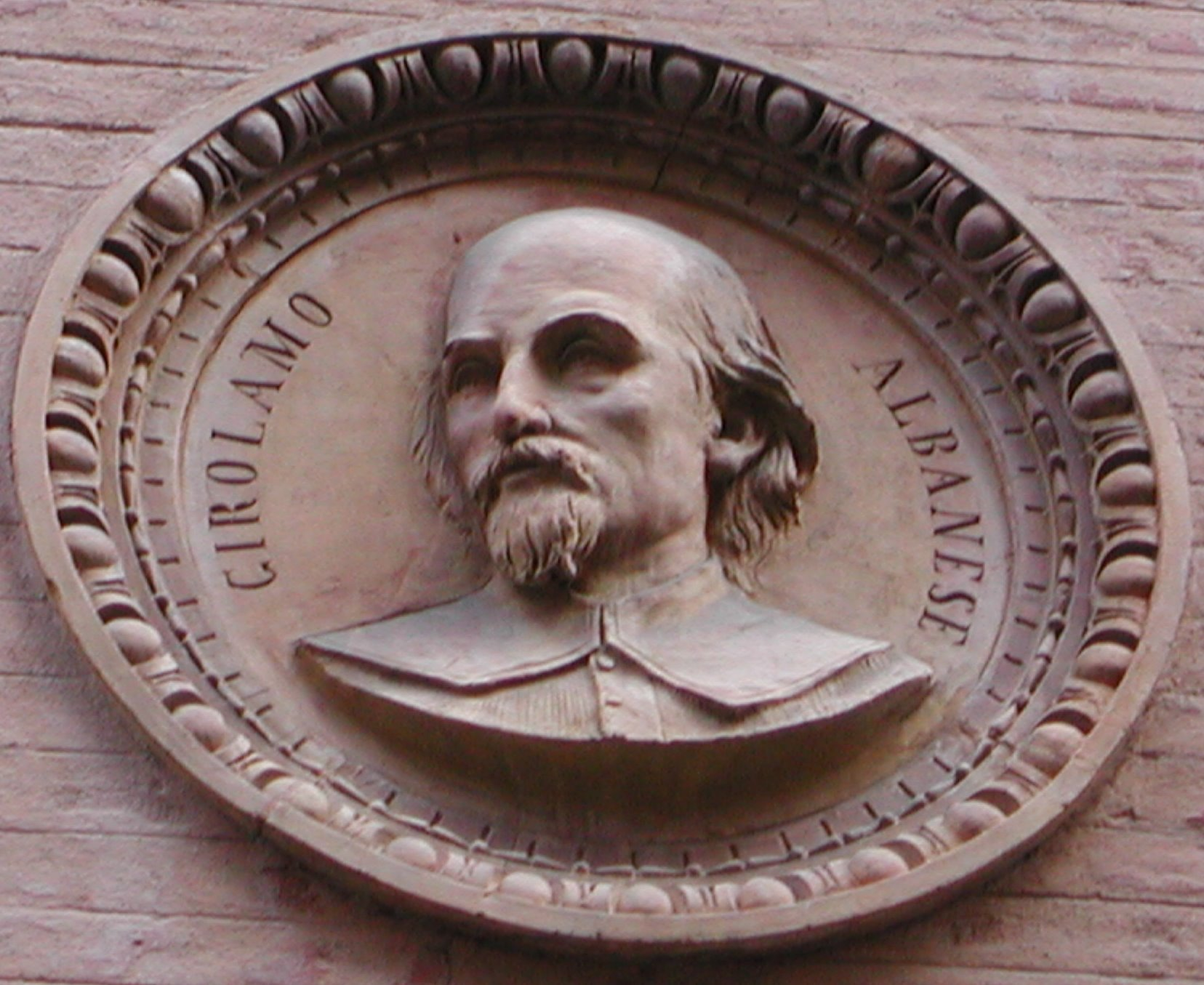
Girolamo Albanese ritratto in un medaglione posto nella facciata del Palazzo Thiene a Vicenza.

Gerolamo o Girolamo (1584-ca. 1660), figlio di Francesco, come il fratello Giambattista si formò nell'ambiente manieristico della famiglia, ma in seguito se ne differenziò per le sue più personali attitudini artistiche. Un'iscrizione nella chiesa di San Lorenzo di Vicenza, che lo ricorda insieme col fratello, lo definisce "ille alter Phidias, hic Policletus erat".
Celebrato dai contemporanei come artista versatile, orafo e pittore oltre che scultore e architetto, lasciò molte opere di soggetto mitologico, storico e religioso in palazzi, ville, chiese vicentine.
Ebbe due figli, uno dei quali, Giovanni Battista, è ricordato come scrittore, e l'altro, Francesco, fu l'ultimo a dar nome alla bottega della famiglia.
Incerta è la data della sua morte, avvenuta a Vicenza intorno al 1660.
La decadenza della bottega degli Albanese avviene con Francesco Albanese Scamozzi (o Francesco il Giovane), figlio di Girolamo e nipote del capostipite, erede adottivo di Vincenzo Scamozzi, di cui assunse il cognome accanto al proprio.

## Opere
Alla bottega iniziata da Francesco, in cui ben si distinsero le personalità artistiche dei due figli, si attribuisce una serie di opere d'impostazione palladiana e scamozziana.
Spesso le opere furono prodotte in collaborazione tra i diversi membri della famiglia. Tenuto presente che a quel tempo generalmente gli artisti non firmavano le opere d'arte - e mancano specifici documenti se non, talora, il pagamento per l'esecuzione dei lavori - è quasi sempre difficile distinguere chi, tra di loro, impostò il progetto o realizzò le singole parti dell'opera stessa; gli stessi critici d'arte, che utilizzano come criteri i modelli comparativi e le datazioni delle opere, spesso hanno opinioni difformi in proposito.

### Architettura e statue di altari nelle chiese

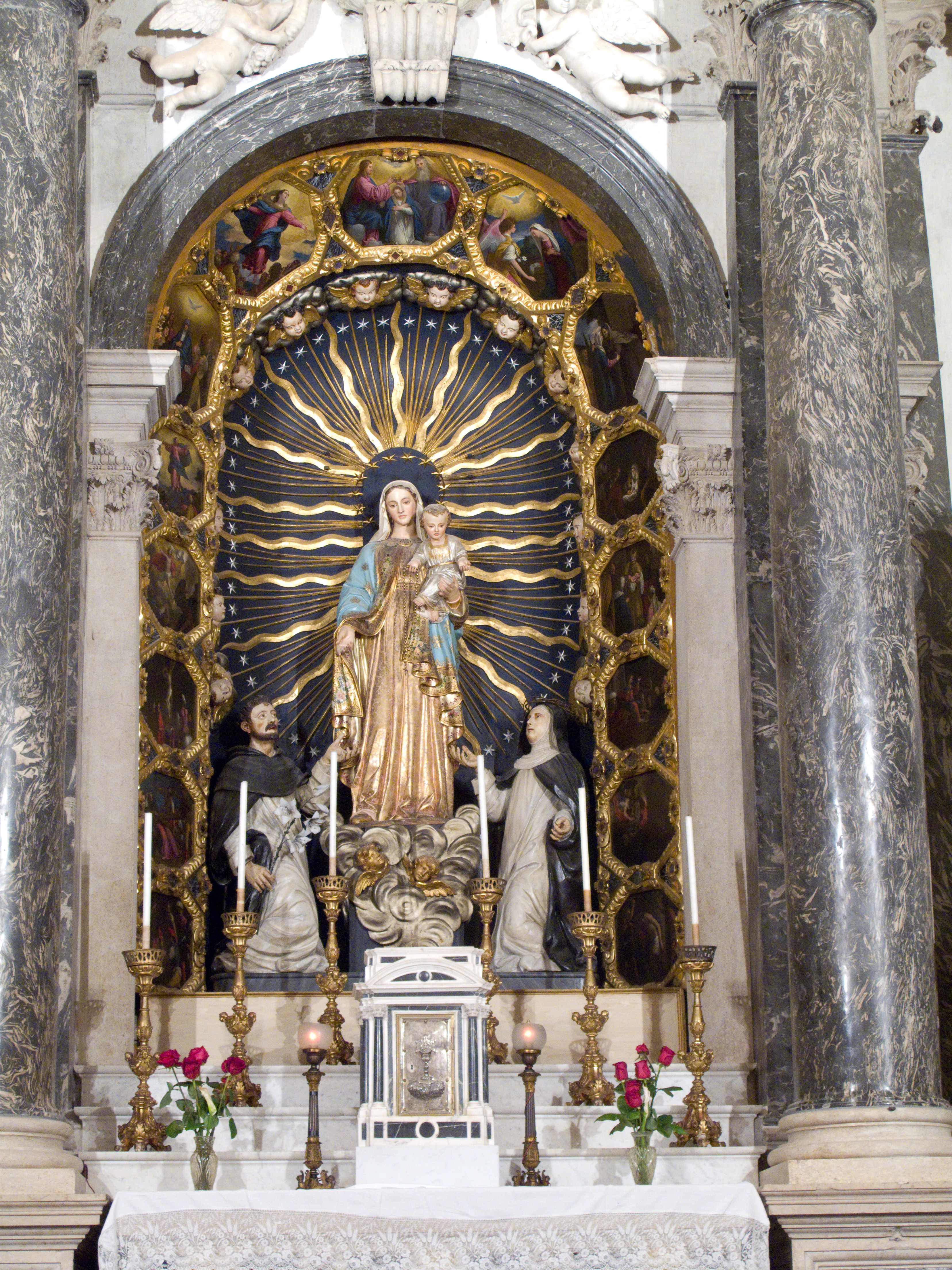
Chiesa di Santa Corona a Vicenza, Cappella del Rosario. Pala dell'altare, opera degli Albanese

Buon esempio di collaborazione tra più generazioni della stessa famiglia, all'interno della chiesa di San Pietro le più importanti strutture sono state realizzate - in un arco di tempo di quasi cinquant'anni - dalla bottega degli Albanese.
I primi due altari, a sinistra e a destra, sono da attribuire a Francesco il Vecchio in base alla datazione, rispettivamente 1588 e 1600.
I due altari gemelli, in fondo alle pareti laterali, sono opera di Giambattista. Lo stesso dicasi per il paramento di fondo - opera fastosa e insieme severa del 1596, di reminiscenza palladiana - per le statue di San Pietro e di San Paolo nelle nicchie e per le figure nell'attico.
I due altari centrali sulle pareti laterali, datati 1634 e di un enfatico classicismo, sono attribuibili a Girolamo.
Probabilmente sono di Giambattista le statue policrome di San Tommaso, di Santa Caterina da Siena e della Vergine sull'altare della cappella del Rosario nella chiesa di Santa Corona. Di Francesco il Vecchio invece il disegno del notevole altare di Sant'Antonino per la famiglia Monza, compiuto nel 1598 e probabilmente realizzato con l'aiuto del figlio Giambattista.
Sono nelle forme consuete della bottega degli Albanese l'altare maggiore del 1597 e le due statue di San Domenico e di San Pietro Martire collocate entro gli intercolumni laterali nella chiesa di San Domenico.
La struttura architettonica dell'altare Capra, nella terza campata destra della chiesa di San Lorenzo, ricorda quella tipica degli altari della bottega degli Albanese e, in particolare, il paramento della chiesa di San Pietro. Ulteriore esempio di collaborazione in famiglia, il più rigido Adamo è probabilmente di Francesco il vecchio, mentre la graziosa Eva è riferibile a Giambattista, così come gli angioletti e le figure femminili della cimasa.
Il monumento di Gaetano Thiene, nella prima cappella a sinistra della cattedrale - un'edicola di evidente derivazione palladiana con il busto del santo, incorniciata da due colonne corinzie - è forse la prima opera sicura di Francesco il Vecchio del 1583. A lui si attribuiscono anche il sepolcro di Giuliano Rutilio, del 1593, in cui è chiara l'adesione alle ricerche pittoriche del gusto del tempo.
Nel battistero del duomo era anche una piccola statua di Giovanni Battista, ora al Museo diocesano e proveniente dalla distrutta chiesa di Ognissanti, che viene attribuita a Girolamo Albanese.
Di Francesco il Vecchio sono i primi due altari a destra nella chiesa dei Servi, fatti costruire rispettivamente da Giuseppe Garzadori nel 1594 e da Francesco Trissino nel 1587 in onore della Trinità.

### Facciate di chiese e oratori

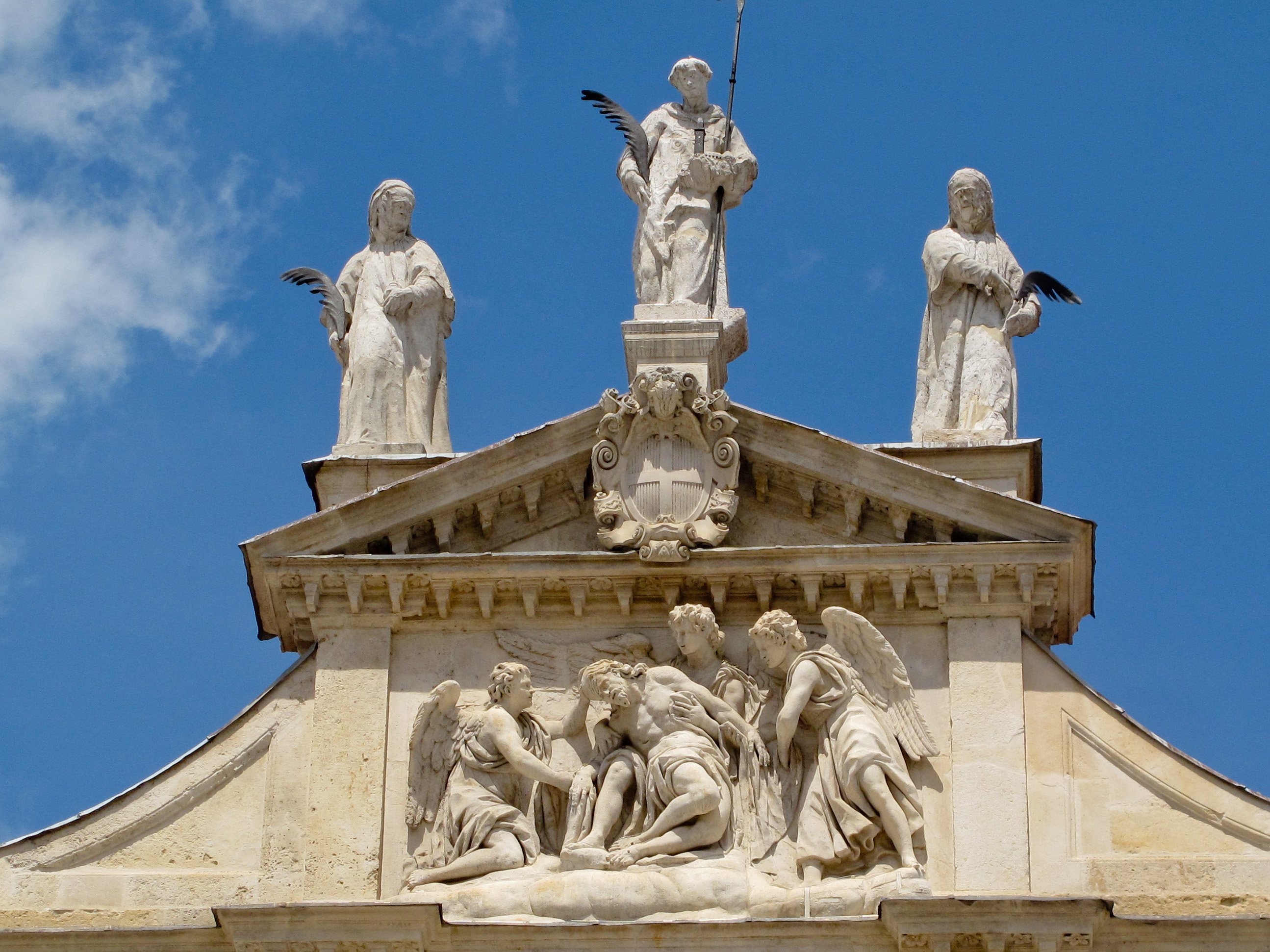
Fregio e statue della chiesa di San Vincenzo, con la Pietà di Giambattista Albanese

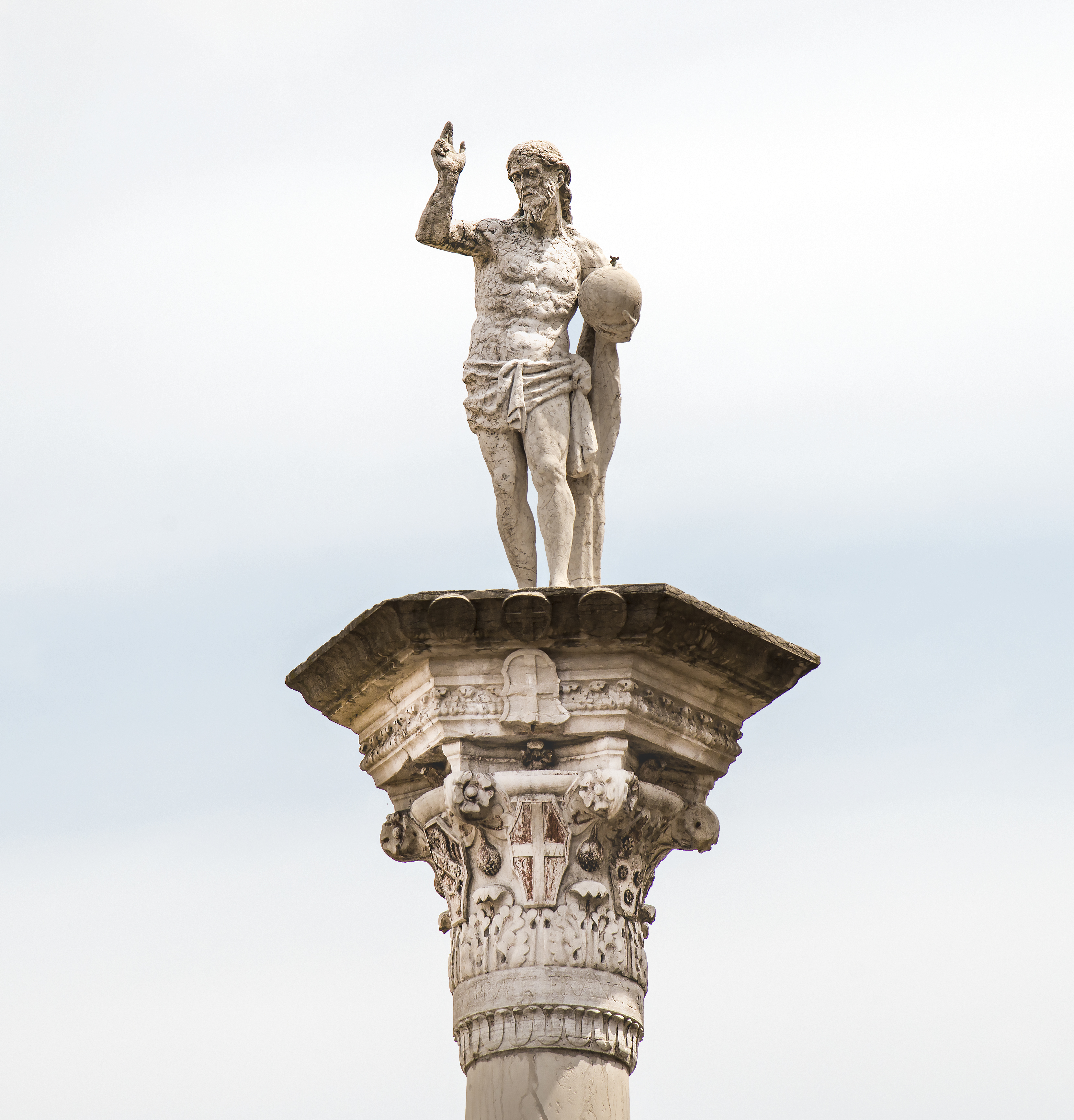
Colonna del Redentore in Piazza dei Signori a Vicenza

Secondo la tradizione accolta dagli studiosi, tra il 1594 e il 1596 a Giambattista Albanese viene riconosciuta la realizzazione della facciata dell'Oratorio del Gonfalone in piazza Duomo. E ciò per la peculiare interpretazione dello schema palladiano di edificio sacro con timpano sorretto da lesene di ordine corinzio, ma riducendolo all'essenziale, sotto l'influenza di Vincenzo Scamozzi. Si tratta di un'ipotesi, perché negli archivi non esiste alcun documento che permetta di assegnare con certezza questo lavoro ad un preciso autore.
A sua volta la facciata dell'Oratorio del Gonfalone influenzò quelle dell'Oratorio del Crocifisso e delle chiese di Santa Caterina - alla quale avrebbe anche collaborato nel 1672 Francesco Albanese Scamozzi per l'esecuzione delle statue del timpano della facciata - e di San Giuliano.
Tra il 1614 e il 1616 Giambattista eseguì le statue al sommo della loggia della chiesa di San Vincenzo, inserita nella facciata del Monte di Pietà. Anche per la costruzione della loggia Ottavio Bertotti Scamozzi riferiva, non senza qualche dubbio, l'attribuzione a Giambattista, mentre convalidata da documenti d'archivio è l'esecuzione "di sua mano" della parte ornamentale. Per la stessa facciata della chiesa di San Vincenzo egli creò, nel 1617, la Pietà, considerato il capolavoro della sua attività di scultore, in cui raggiunse intensi effetti pittorici di gusto sansoviniano e vittoriesco.

### Opere pubbliche
Si ritiene che Francesco Albanese nel 1595 abbia diretto i lavori di costruzione dell'Arco delle Scalette, su progetto probabilmente elaborato da Andrea Palladio.
Suo sarebbe anche il disegno della scalinata a pianta poligonale che tra il palazzetto Crico e le Logge palladiane porta alla Piazza dei Signori.
Giambattista tra il 1621-1623 avrebbe diretto come proto i lavori di costruzione del ponte San Michele - la cui arcata ricorda il ponte di Rialto di Venezia - su disegno di Tommaso e Francesco Contini.
Girolamo scolpì la bella statua del Redentore sulla colonna di Piazza dei Signori eretta da Antonio Pizzocaro nel 1640.
Sulla Torre Bissara, sempre in piazza dei Signori, sono degli Albanese la testa del Leone di San Marco, staccata da un fulmine nel 1648,  e l'edicola dell'Incoronata, opera a più mani del 1596 di Francesco il Vecchio (i santi Stefano e Vincenzo con il modellino della città) e di suo figlio Giambattista (la Madonna e l'architettura complessiva). Di Girolamo invece - in quegli anni regolarmente impegnato a scolpire stemmi di rettori veneti - sono gli stemmi del Trevisan e di Vicenza con la relativa iscrizione e il cartiglio.

### Altre opere in edifici civili
Sono di Francesco il Vecchio - o più probabilmente del figlio Giambattista - le statue in stucco poste nelle nicchie di villa Trissino a Cricoli - l'ambiente in cui si era formato il Palladio - tra il 1598 e il 1600.
L'aspetto più noto dell'attività di Giambattista è quello legato all'esecuzione di statue per le fabbriche palladiane, e quindi ideate in vista del loro inserimento in strutture architettoniche. Realizzò, in particolare, nel 1595 le statue al sommo dell'Arco delle Scalette, tra il 1600 e il 1602 le dodici statue di divinità e personaggi mitologici sui frontoni di Villa Almerico Capra, alcune statue a coronamento della facciata della Basilica Palladiana, sul lato verso la Piazza dei Signori. Sue sono anche le cinque statue della facciata della chiesa di San Giorgio a Venezia, realizzate nel 1619.
Nel 1629 per il giardino della Rotonda, con l'aiuto del fratello Girolamo, realizzò una fontana, di cui restano solo frammenti conservati nella villa.
Chiamato da Alessandro Trento, nel 1621-1622 Giambattista Albanese si occupò dell'ampliamento del palazzo Trissino al Duomo, soprintendendo ai lavori nel rispetto assoluto dei moduli dello Scamozzi, che cinquant'anni prima aveva creato il corpo principale.
Lo storico d'arte Renato Cevese attribuisce il Palazzo Valle Sala di Busa San Michele, per gli evidenti motivi scamozziani, a Francesco il Giovane. Secondo Franco Barbieri, però, questi è stato soltanto uno scultore, mentre la costruzione del palazzo ha richiesto un architetto capace di affrontare abilmente dei problemi presentati dall'area irregolare e dalle preesistenti costruzioni, per cui appare più probabile la responsabilità progettuale di Giambattista. Sono di Francesco il Giovane alcune statue del coronamento della Basilica Palladiana, nella parte che prospetta verso piazza delle Erbe.